# Werner Protzel
Werner Protzel (* 5. Oktober 1973 in Rosenheim) ist ein ehemaliger deutscher Fußballspieler und -trainer.

## Spielerkarriere

### Vereine
Protzel begann beim SV Tattenhausen, einem Verein im Landkreis Rosenheim, mit dem Fußballspielen und wechselte 1988 direkt in die Jugendabteilung des FC Bayern München. Dem Jugendalter entwachsen rückte er in die Zweite Mannschaft auf und kam in der viertklassigen Bayernliga, ab 1994 in der drittklassigen Regionalliga Süd, zum Einsatz. Des Weiteren kam er in sechs Spielen um den nationalen Vereinspokal zum Einsatz.
Zur Saison 1997/98 wurde er vom SV Waldhof Mannheim verpflichtet, mit dem er am Ende der Folgesaison als Meister der Regionalliga Süd 1999 in die 2. Bundesliga aufstieg. In seiner Premierensaison kam er in 31 von 34 Punktspielen zum Einsatz und erzielte sieben Tore. Sein Profidebüt
gab er am 20. August 1999 (2. Spieltag) beim 4:0-Sieg im Heimspiel gegen den Chemnitzer FC, sein erstes Punktspieltor erzielte er am 29. Oktober 1999 (10. Spieltag) beim 4:3-Sieg im Heimspiel gegen die Stuttgarter Kickers mit dem Treffer zum 4:2 in der 84. Minute. In der Folgesaison bestritt er 17 Punktspiele und erzielte ein Tor. Sein letztes Zweitligaspiel bestritt er am 13. Mai 2001 (33. Spieltag) beim 2:1-Sieg im Auswärtsspiel gegen Rot-Weiß Oberhausen. Des Weiteren bestritt er neun DFB-Pokalspiele in denen ihm zwei Tore gelangen.
Zwei Jahre später verpflichteten ihn die in die Regionalliga Süd abgestiegenen Stuttgarter Kickers. Zur Saison 2003/04 wechselte er zum rheinland-pfälzischen Oberligisten SV Weingarten, ein Jahr später zum baden-württembergischen Oberligisten SV Sandhausen, den er während der laufenden Saison jedoch verließ. Fortan spielte er beim Verbandsligisten FSV Oggersheim, mit dem er am Saisonende 2004/05 in die Oberliga Südwest aufstieg.

### Nationalmannschaft
Protzel kam siebenmal für die U-15- und 15 Mal für die U-16-Nationalmannschaft zum Einsatz, zudem spielte er später für die deutsche U-18-Juniorenmannschaft Bei der in der DDR ausgetragenen U-16-Europameisterschaft 1990 schied er mit der Auswahlmannschaft in der Gruppenphase aus, bei der U-18-Europameisterschaft 1992 verlor er mit der Mannschaft im Viertelfinale gegen Portugal. Mit einem 3:2-Erfolg über Polen trug er zur Qualifikation für die Junioren-Weltmeisterschaft 1993 bei. An der Seite der FC-Bayern-Mannschaftskameraden Max Eberl und Dietmar Hamann sowie von Carsten Jancker, Carsten Ramelow, Thomas Reis, André Breitenreiter, Torsten Lieberknecht, Frank Schmidt und Dimo Wache bestritt er dort alle drei Partien, als Gruppendritter schied die DFB-Mannschaft am Ende der Vorrunde aus.

## Trainerkarriere
Nach der Saison agierte er als Spielertrainer beim VfB Leimen und wechselte 2007 zum VfB Mannheim-Gartenstadt und trainierte dort die A-Jugend. 2022 Trainer bei den Verbandsliga Frauen des TSV Amicitia Viernheim.